# Dendrocollybia
Dendrocollybia es un género de hongos de la familia Tricholomataceae orden Agaricales. Es un género monotípico, que contiene la única especie Dendrocollybia racemosa, comúnmente conocida como colibia ramificada. La especie es algo rara y se encuentra en el hemisferio norte, incluyendo el noroeste del Pacífico, región del oeste de América del Norte y Europa, donde está incluido en varias listas rojas regionales. Por lo general, crece en dasidiocarpos decadentes de otros agáricos -como Lactarius y Russula, aunque los hongos anfitriones pueden ser degradados hasta el punto de ser difíciles de reconocer.
Dendrocollybia racemosa tiene basidiocarpos pequeños de color gris pálido a blanco o marrón grisáceo- píleos de hasta 1 cm (0,4 pulgadas) de ancho, y finos tallos de hasta 6 cm (2,4 pulgadas) de largo. La especie se caracteriza por su tallo inusual, que está cubierto con ramas laterales cortas. Las ramas a menudo producen cabezas esféricas de limo translúcidas de conidioforos en sus extremidades hinchadas. Los conidioforos producen conidias (esporas asexuales) por mitosis. Como el hongo puede usar formas de reproducción ya sea sexuales o asexuales, los basidiocarpos a veces han reducido o incluso, eliminado, sus tapas. Los tallos se originan en estructuras inusuales negras tamaño de un guisante llamadas esclerocios. El hongo de forma anamórfica, conocido como Tilachlidiopsis racemosa, carece de fase sexual en su ciclo de vida. Se puede reproducir a temperaturas relativamente bajas, una adaptación que parece mejorar su capacidad de crecer rápidamente y producir basidiocarpos en los hongos en descomposición (?).

## Taxonomía y filogenia
El género Dendrocollybia fue descrito por primera vez en 2001, para dar cabida a las especies previamente conocidas como Collybia racemosa. Antes de eso, el denominado taxón fue considerado como una de las cuatro especies de Collybia, un género que había sido redefinido y se redujo en 1997, cuando la mayoría de sus especies fueron trasladadas a Gymnopus y Rhodocollybia. C. racemosa fue originalmente descrita y nombrada Agaricus racemosus por Christian Hendrik Persoon en 1797, y el sancionado con ese nombre por Elias Magnus Fries en 1821. En su Systema Mycologicum, Fries lo clasificó en su "tribu" Collybia a lo largo de con todas las otras especies similares, pequeñas y blancas, con una gorra convexa y un tallo frágil. En 1873, Lucien Quélet elevó a la tribu de las papas Collybia al rango genérico. Samuel Frederick Gray llamó a la especie Mycena racemosa en su Arreglo natural de 1821 de plantas británicas; tanto este nombre como la Microcollybia racemosa de Joanne Lennox de 1979 se consideran sinónimos.
La cuarta edición del libro Agaricales en taxonomía moderna de Rolf Singer (1986) incluía la Collybia racemosa en la sección Collybia, además de las tres especies que actualmente comprenden el género Collybia: C. tuberosa, C. cirrhata y C. cookei. Un análisis filogenético de las secuencias espaciales transcritas internas de ADN ribosómico por Karen Hughes y sus colegas mostró que C. tuberosa, C. cirrhata y C. cookei forman un grupo monofilético dentro de un clado mayor de Lyophyllum - Tricholoma - Collybia que incluye varias especies de Lyophyllum, Tricholoma, Lepista, Hypsizygus y la especie C. racemosa. Hughes y sus colegas no pudieron identificar un clado que incluyera las cuatro especies de Collybia. El análisis del polimorfismo de la longitud del fragmento de restricción del ADN ribosómico de las cuatro especies corroboró los resultados obtenidos del análisis filogenético. En base a estos resultados, así como a las diferencias en características tales como la presencia de proyecciones únicas del tallo, la pigmentación del cuerpo de la fruta y las reacciones macroquímicas, circunscribieron el nuevo género Dendrocollybia para contener a la C. racemosa.
El hongo se conoce comúnmente como Collybia ramificado, o el tallo ramificado; Samuel Gray se refirió a él como el "taburete de raza alta". El nombre del género Dendrocollybia es una combinación de las palabras griegas antiguas dendro -, que significa "árbol", y collie, que significa "moneda pequeña". El epíteto específico racemosa proviene de la palabra latina racemus - "racimo de uvas".

## Descripción

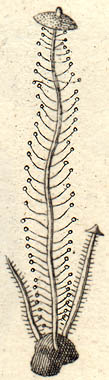
Dibujo del hongo ahora conocido como Dendrocollybia racemosa (Del Das System der Pilze und Schwämme de Esenbeck. 1816)

El píleo de Dendrocollybia racemosa tiene típicamente entre 3 y 10 mm (0.1 a 0.4 in) de diámetro, y dependiendo de su etapa de desarrollo, puede ser cónica a convexa, o en su madurez, algo aplanada con una ligera elevación central redondeada (un umbo) La superficie de la tapa es seca y opaca, con una textura sedosa; su color en el centro es fuscous (un color gris pardusco oscuro), pero el color se desvanece uniformemente hacia el margen. El margen generalmente se curva hacia las branquias inicialmente; a medida que madura el cuerpo frutal, el borde puede desplegarse un poco, pero también tiende a deshilacharse o dividirse con la edad. Puede haber surcos poco profundos en la tapa que correspondan a la posición de las branquias debajo, que pueden dar al borde de la tapa una apariencia de crenado (festoneado). La pulpa es muy delgada (menos de 1 mm de grosor) y es frágil, carece de color y no tiene olor o sabor distintivos. Las branquias son relativamente anchas, estrechamente unidas al tallo (anexadas), espaciadas muy juntas, y de color gris a gris- tostado, algo más oscuras que la tapa. Hay branquias adicionales, llamadas lamellulae, que no se extienden hasta el tallo; se intercalan entre las branquias y se organizan en hasta tres series (niveles) de igual longitud. Ocasionalmente, el hongo produce tallos con tapas abortadas, o con las tapas faltantes por completo.
El tallo mide de 4 a 6 cm (1.6 a 2.4 pulgadas) de largo por 1 mm de grosor, aproximadamente de ancho igual en toda su longitud, y se estrecha hacia una "raíz" larga que termina en un esclerocio negro esférico, aproximadamente esférico. El tallo puede estar enterrado profundamente en su sustrato. La superficie del tallo es aproximadamente del mismo color que la tapa, con un fino polvo blanquecino en la superficie superior. En la parte inferior, el tallo es de color marrón, y tiene surcos finos que se extienden longitudinalmente hacia arriba y hacia abajo de la superficie. La mitad inferior está cubierta con protuberancias cortas, parecidas a ramas, irregularmente dispuestas en ángulos rectos al tallo que miden 2-3 por 0.5 mm. Estas proyecciones son cilíndricas y afiladas, con extremos que están cubiertos con una cabeza de limo de conidios (esporas de hongos producidas asexualmente ). D. racemosa es la única especie de hongo conocida que forma conidios en las ramas laterales del tallo. El escleroide del que surge el tallo es grisáceo acuoso y homogéneo en sección transversal (no dividido en cámaras internas), con una capa externa negra opaca delgada, y mide 3 a 6 mm (0.12 a 0.24 in) de diámetro. El micólogo estadounidense Alexander H. Smith advirtió que los coleccionistas novatos suelen perderse el esclerotio la primera vez que encuentran la especie. Se desconoce la comestibilidad de D. racemosa, pero, como dice David Arora, los cuerpos frutales son "demasiado pequeños y raros para ser de valor".

### Características microscópicas
Las esporas son estrechamente elipsoides a ovoides, de paredes delgadas, hialinas (translúcidas), con dimensiones de 4–5,5 por 2–3 µm. Cuando se tiñen con el reactivo de Melzer, las esporas adquieren un color azul claro. Los basidios (las células portadoras de esporas) tienen cuatro esporas, miden 16–20 por 3.5–4 µm, y disminuyen gradualmente hacia la base. Las cistidias no se diferencian en esta especie. La superficie de la tapa está hecha de una cutícula de hifas radiales, algo aglutinadas, más bien gruesas, que difieren principalmente en tamaño del tejido subyacente, inicialmente de 1 a 3 µm de diámetro, con un ancho de 5–7 µm en el tejido subyacente. Las hifas se sujetan y se incrustan con masas poco profundas de forma irregular que son más visibles en las células de la superficie. El tejido branquial está formado por hifas que se proyectan hacia abajo desde la tapa y están dispuestas de manera subparalela, lo que significa que las hifas son en su mayoría paralelas entre sí y están ligeramente entrelazadas. Las hifas se sujetan con un subhymenium compacto, estrecho y ramificado (una zona estrecha de hifas pequeñas y cortas inmediatamente debajo del himenio) compuesta de hifas de 2–3 µm de diámetro. Los conidios son 8.5–12 por 4-5 µm, en forma de maní, no amiloides (no cambian de color cuando se tiñen con el reactivo de Melzer), se sujetan y se producen por fragmentación del micelio grueso. Conexiones de pinza están presentes en las hifas.  Las esporas asexuales son 10.0–15.5 por 3–4 µm, elipsoide a oblonga, no amiloide, y contienen contenido granular.  El color grisáceo de los cuerpos frutales está causado por pigmentos incrustados (agregados cristalinos de moléculas de pigmento, posiblemente melanina ) que se producen en todo el tejido del tallo y la tapa, incluidas las branquias; Estos pigmentos están ausentes en las especies de Collybia.

### Especies similares
En contraste con las tres especies de Collybia, D. racemosa muestra una reactividad despreciable a los ensayos químicos comunes utilizados en la identificación de hongos, que incluyen anilina, alfa-naftol, guaiacol, sulfoformol, fenol y fenol-anilina.
La corteza (capa externa del tejido) del esclerocio se puede utilizar como un carácter de diagnóstico para distinguir entre D. racemosa y pequeños especímenes blancos de Collybia. Las hifas de la corteza de D. racemosa son "marcadamente angulares", en comparación con C. cookei (hifas redondeadas) y C. tuberosa (hifas alargadas). La capa cortical en D. racemosa tiene una disposición que se conoce como textura epidermoidea, con las hifas dispuestas como un rompecabezas. Los depósitos pesados de pigmento marrón rojizo oscuro son evidentes en todo el tejido cortical en las paredes y en las puntas de las hifas.  La especie restante de Collybia, C. cirrhata, no forma esclerocios.

### Forma de anamorfo
Los hongos anamórficos o Hongos imperfectos son aquellos que parecen carecer de una etapa sexual en su ciclo de vida, y típicamente se reproducen por el proceso de mitosis en conidios. En algunos casos, la etapa sexual, o la etapa teleomorfa, se identifica más tarde, y se establece una relación teleomorfo-anamorfo entre las especies. El Código Internacional de Nomenclatura para Algas, Hongos y Plantas permite el reconocimiento de dos (o más) nombres para uno y el mismo organismo, uno basado en el teleomorfo, el otro (s) restringido al anamorfo. Se demostró que Tilachlidiopsis racemosa (anteriormente conocida como Sclerostilbum septentrionale, descrita por Alfred Povah en 1932) es la forma anamórfica de Dendrocollybia racemosa. Los synnemata (estructuras reproductivas hechas de grupos compactos de conidióforos erectos) producidos por T. racemosa siempre crecen en el tallo de Dendrocollybia racemosa. El anamorfo tiene una temperatura óptima de crecimiento inusualmente baja, entre 12 y 18 °C (54 y 64 °F), dentro de un rango de crecimiento mayor de 3 y 22 °C (37 y 72 °F). Se piensa que esta es una adaptación que permite que el micelio crezca rápidamente y aumente sus posibilidades de fructificación en hongos agáricos, que generalmente son de corta duración.

## Hábitat, distribución y ecología

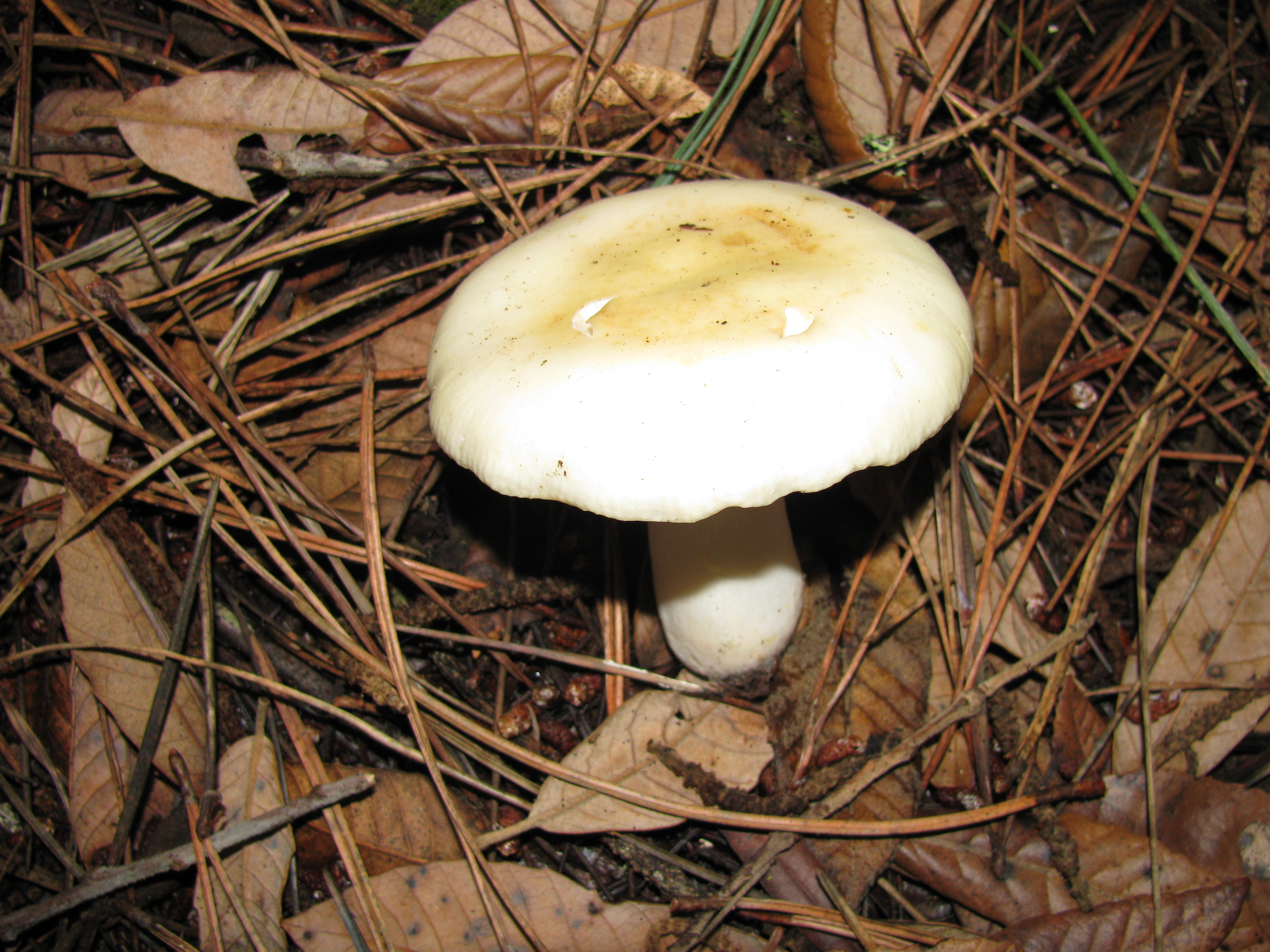
Russula crassotunicata ha sido verificado como un anfitrión para Dendrocollybia.

Dendrocollybia racemosa es una especie saprobiana, lo que significa que obtiene nutrientes al descomponer tejido muerto o moribundo. Sus cuerpos frutales crecen en los restos bien deteriorados de los agáricos, que a menudo se sospecha que son Lactarius o Russula, aunque las identidades de los hospedadores a menudo no están claras debido a un estado avanzado de descomposición. Un estudio de 2006 utilizó el análisis molecular para confirmar Russula crassotunicata como huésped de D. racemosa. Este Russula tiene un largo y persistente período de decaimiento y, en la región del noroeste del Pacífico de los Estados Unidos donde se realizó el estudio, proporciona un "sustrato casi todo el año para las especies micosaprobianas".  Dendrocollybia es uno de los cuatro géneros agáricos asociados con el crecimiento en los cuerpos frutales de otros hongos, los otros son Squamanita, Asterophora y Collybia. Dendrocollybia también se encuentra con menos frecuencia en hojarascas de coníferas, en grupos o grupos pequeños. El hongo puede formar esclerocios en los cuerpos de la fruta del huésped momificados, y también puede desarrollarse directamente a partir de sus esclerocios en el suelo. El hongo se distribuye ampliamente en las regiones templadas del hemisferio norte, pero rara vez se recolecta "probablemente debido a su pequeño tamaño, color de camuflaje y tendencia a sumergirse en su sustrato".  En América del Norte, donde la distribución está restringida al Noroeste del Pacífico, los cuerpos frutales se encuentran desde fines del verano hasta el otoño, a menudo después de que finaliza el período de fructificación de otros hongos. En Europa, se conoce del Reino Unido, Escandinavia, y Bélgica. Dendrocollybia racemosa está en las Listas Rojas Danesa, y Británica.
Los comportamientos saprobianos de Collybia y Dendrocollybia son ligeramente diferentes. En otoño, se pueden encontrar cuerpos frutales de C. cirrhata, C. cookei y C. tuberosa en cuerpos frutales ennegrecidos, coriésicos y momificados de sus huéspedes. A veces, estas especies parecen estar creciendo en el suelo (o debido a su esclerocio en el suelo o musgo), pero generalmente no en grandes grupos. En estos casos se supone que los hospedadores son restos de cuerpos frutales de una temporada anterior. Sin embargo, en todos los casos observados de D. racemosa, los hospedadores no se han observado fácilmente, lo que sugiere que la digestión rápida del hospedador (en lugar de la momificación) puede haber tenido lugar. Hughes y sus colegas sugieren que esto puede indicar la presencia de un sistema enzimático diferente y una capacidad diferente para competir con otros hongos o bacterias.